# Ісмаїл Терсенікліоглу
Ісмаїл Терсенікліоглу (*д/н — 16 серпня 1806) — політичний та військовий діяч Османської імперії.

## Життєпис

### На чолі кирджалі
Походив із заможної турецької родини. Народився в селі Терсенік Рущукської нахії Сілістрінського еялету. Замолоду пристав до кирджалі (місцевих грабіжників), діяв у межах своєї нахії. У 1785 році брав участь у нападі Челебі Мехмеда на Рущук, який було захоплено. У 1791 році після укладання Ясського миру з Російською імперією війська відінського санджакбея Алі-паші виступили проти Челебі Мехмеда. До нього приєднали загони інших аянів, вірних султанському дивану. У 1793 році Ісмаїл Терсенікліоглу брав участь в обороні Рущука від урядових військ, які зуміли відновити центральну владу в місті.
Після цього Ісмаїл зібрав загін кирджалі біля Плевни, звідки вчиняв набіги на Нікопольську, Тирновську, Свіштовську, Разградську, Ловченську кази. У 1794 році зазнав поразки й потрапив у полон. Терсенікліоглу заслано на один з островів Дунаю. Невдовзі за посередництва фанаріота Олександра Іпсіланті був помилуваний. У 1795 році він діяв разом з братом Омером, якого підтримав рущукський аян Хаджи Гасан-ага. Невдовзі було вбито російського кур'єра, у якого віднято 14,5 тис. курушів.

### Аян
У 1795 році повалив Хаджи Гасан-агу, ставши аяном Рущука, що було затверджено султанським диваном. Користуючись розгардіяшем у Сілістрінському та румелійському еялетах став поступово розширювати свою владу. У 1796 році встановив контроль над Свіштовською, Разградською і Рущукською казами. У 1797 році вступив у конфлікт з Османом Пазвантоглу, правителем Відіна, що не підкорявся центральному уряду. Того ж року відбив напад останнього на Рущук, за що отримав звання капіджи-баши. В подальшому Ісмаїл Терсенікліоглу усіляко демонстрував відданість султанові.
Слідом за цим став боротися проти кирджалі, що все більше становили небезпеку ладу в балканських володіннях імперії. У 1799 році Ісмаїл знищив основні загони кирджалі в Свіштовській та Нікопольській казах. Втім це був засіб розширення власної влади. У 1800 році він встановив владу над Плевенською, Берковською, Нікопольською казами. Того ж року стає санджакбеєм Тирново. Йому було доручено відновити походи проти кирджалі та Пазвантоглу. Втім лише за допомогою урядових військ вдалося зайняти Тирново.
Протягом 1801—1802 років  воював проти кирджалі. Водночас зумів зайняти міста Шумен й відновити владу в Разграді. Слідом за цим зайняв Осман-Пазар, Ескі-Джумая. У 1802 році виступив проти Ілікліоглу, союзника Пазвантоглу, що отаборився в Деліормані (між Сілістрією та Базарджиком), проте не досяг успіху. Втім, війна з Ілікліоглу тривала, зрештою призвівши до війни з Османом Пазвантоглу. Її результатом було плюндрування значної частини Сілістрінського еялету. припинилося дунайське судноплавства від Галаца до Рущука.
1803 році брав участь в з'їзді румелійський аянів, що відбувся в Едірне. Протягом 1803—1804 років Ісмаїл зумів значно зміцнитися, утворивши потужний союз придунайських аянів, спрямований проти відінського пашалика й кирджалі. За допомогою урядових військ, до складу яких входили задунайські козаки, зумів завдали поразки основним загонам кирджалі в Сілійстрійському еялету, насамперед потужний загін на чолі із Манафом Ібрагімом, що мав 2 тис. вояків. Після цього переміг бунтівного аяна Сулеймана Токатджиклі, що правив в Гюмюлджіне, відправивши його голову до Стамбула.
Позбавившись значних ворогів серед аянів та кирджалі, у 1805 році почав розширювати володіння на схід. Було зайнято Сілістрію, а незабаром більшу частину еялету (Добрич, Мангалія), окрім Браїлова, що опинився в облозі, та області навколо гирла Дунаю. Водночас війська Ісмаїла Терсенікліоглу захопили Варну, Бургас, Стару і Нову Загори, Поморіє, Ямбол.
У 1806 році став готувати похід на Стамбул, проте 16 серпня Ісмаїла було вбито в маєтку поблизу Рущука. Можливо, це вчинили урядові агенти або військовик Мустафа-ага, що став новим аяном Рущука.